# アレック・ダグラス＝ヒューム
ヘイゼルのヒューム男爵アレクサンダー・フレデリック・ダグラス＝ヒューム（英語: Alexander Frederick Douglas-Home, Baron Home of Hirsel、1903年7月2日 - 1995年10月9日）は、イギリスの政治家、貴族。同国第66代首相（在任：1963年10月18日 - 1964年10月16日）。戦後の保守党政権で閣僚職を歴任し、外務大臣も2期に渡って務めた。父が爵位を継承した1918年4月から自身が爵位を継承する1951年7月までダグラス卿の儀礼称号を使用した。1951年7月に第14代ヒューム伯爵を継承するが、1963年7月には首相就任のために自分一代について爵位を返上している。1974年12月に一代貴族ヘイゼルのヒューム男爵に叙せられた。

## 経歴

### 生い立ち

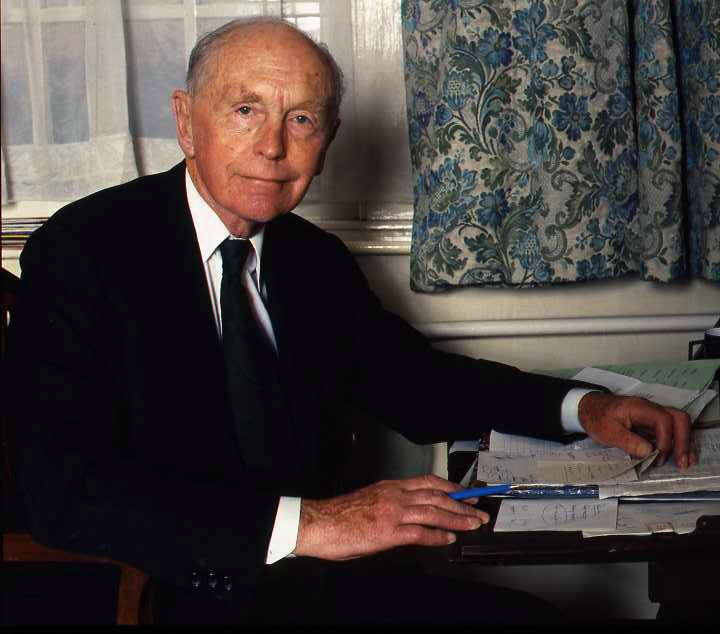
1986年のヒューム卿

1903年7月2日にロンドンのメイフェアにて、スコットランド貴族ヒューム伯爵ダグラス・ヒューム家の法定推定相続人であるダグラス卿チャールズ・ダグラス＝ヒューム（1918年4月に第13代ヒューム伯爵位を継承）とその妻のリリアン（第4代ダラム伯爵フレデリック・ラムトンの娘）の長男として誕生した。
イートン・カレッジを経てオックスフォード大学クライスト・チャーチへ進学した。

### 政界入りから首相就任まで
1931年10月から1945年6月にかけてラナーク選挙区から選出され、保守党の庶民院議員を務めた。1937年から1939年にかけてはネヴィル・チェンバレン首相の議会担当秘書官を務め、1938年9月のミュンヘン会議にも同行した。第二次世界大戦中は病により政治活動を避けたが、第1次チャーチル政権末期の1945年5月から7月までの短期間外務省政務次官を務めている。チャーチル保守党政権が惨敗した1945年7月の総選挙で落選した。
1950年2月に実施された総選挙ではラナーク選挙区の議席を取り戻したが、翌1951年7月11日に父が死去したため、ヒューム伯爵以下4つの爵位を継承し、貴族院に移籍した。
1951年10月から1955年4月の第2次チャーチル内閣ではスコットランド担当省次官を務めた。次いで1955年4月から1960年7月までイーデン内閣とマクミラン内閣でコモンウェルス担当大臣を務めた。1956年7月に始まったスエズ戦争中に枢密院議長と貴族院院内総務を兼務した。1960年7月にはマクミラン内閣の外務大臣に就任した。
1963年1月にはプロヒューモ事件が発覚し、マクミラン政権の支持率が急降下した。同年10月に前立腺肥大で入院中のマクミランは病室から辞意を表明し、女王エリザベス2世がマクミランの病室を見舞って後任について意向を聴取したところ、マクミランはヒュームを指名した。当時ヒュームは「タカ派」とされること以外ほとんど無名な政治家だったので、これは多くの人にとって意外な人選だったが、エリザベス2世はマクミランの指名に従ってヒュームに組閣の大命を与えることとした。

### 首相
1963年10月18日正午過ぎにヒュームはバッキンガム宮殿に召喚され、エリザベス2世より組閣の大命を受けた。首相の座を狙っていたラブ・バトラーやレジナルド・モードリング、第2代ヘイルシャム子爵クィンティン・ホッグら他の保守党幹部がヒューム内閣に入閣するかどうか態度を保留したので、組閣交渉が難航して深夜までに及んだものの、翌10月19日までに交渉はまとまり、ヒュームを首相、バトラーを外相、モードリングを財務大臣、ヘイルシャム子爵を枢密院議長とするヒューム内閣が発足することが国民に公表された。
貴族院議員は首相に就任しない慣行が既にイギリスの不文憲法の一部となっていたので、ヒュームは同年7月に制定された貴族法を使って自分一代について爵位を返上し、直後のキンロス・アンド・西パースシャー選挙区の補欠選挙に出馬して当選し、庶民院議員に転じた。
しかしヒューム内閣は発足当初より不安が多い政権だった。まず庶民院の任期切れから翌年秋までには総選挙をしなければならなかったが、保守党の大敗が予想されていたこと、さらに組閣には成功したもののイアン・マクラウドなど一部の保守党議員がヒューム内閣への協力を拒否するなど保守党内もまとまっているといい難い状態だったためである。
ヒュームは外交経験は豊富だが経済知識に乏しく、経済問題に精通した労働党党首ハロルド・ウィルソンに比べて見劣りした。ウィルソンは1951年10月の第2次チャーチル内閣以来続く保守党政権を「浪費された13年間」と呼んで批判し人気を高めていった。プロヒューモ事件や欧州経済共同体（EEC）加入交渉の失敗なども尾を引いた。
1964年10月に実施された総選挙は、ヒュームが不得手とする経済問題が前面に出てしまい、保守党は304議席に留まり、対して野党は労働党が317議席・自由党が9議席を獲得したため、ヒューム政権は1年足らずで終わることになった。しかし大敗が予想されていた割には保守党は善戦しており、ウィルソン内閣は野党の議席をわずかに4議席上回るだけという不安定政権でスタートを切ることになった。

### 首相退任後
総選挙の敗北の原因には長らく貴族院議員であったヒュームが庶民院総選挙に不慣れだったことも指摘され、保守党内若手議員から党首選任方法が問題視されるようになった。その結果、1965年に保守党党首は保守党の庶民院議員の公選によって選出されることが取り決められた。同年、公選で選ばれたエドワード・ヒースに保守党党首職を譲った。
その後、1970年6月から1974年3月にかけてエドワード・ヒース内閣で外務・英連邦大臣を務めた。ヒースとヒュームはソ連に強い不信感を持っており、当時アメリカとソ連の2国間で進んでいたデタントには慎重な姿勢を示した。同じく西ドイツのブラント政権が「東方政策」と称してソ連との関係改善を図ることも憂慮していた。ヒュームは「近い将来の我々の国益は、東ヨーロッパよりも西ヨーロッパとの関係を発展させることにある」と論じ、欧州共同体（EC）への加盟を目指した。そしてフランスと交渉を重ねた末に、1973年1月に至ってEC加盟を達成した。
1974年12月には一代貴族のヘイゼルのヒューム男爵に叙され、再び貴族院議員に列する。なお、これ以降、先代首相で1984年まで叙爵されることなく庶民院の議席を保ち続けたマクミランを除き、元首相であっても世襲貴族ではなく一代貴族に叙することが慣例となっている。
1995年10月9日にスコットランド・ベリックシャーのコールドストリームで死去した。

## 人物
15世紀以来のスコットランド貴族の家系であり、彼の血筋の良さについて作家・批評家シリル・コノリーは「18世紀であれば彼は30歳になる前に首相になっていただろう」と表現している。
しかしこの出自の良さは20世紀の首相としては不利な要素だった。野党労働党のウィルソンも14代伯爵が現代先進国を率いようという時代錯誤を批判した。それに対してヒュームはウィルソンのことを「14代ウィルソン氏」と皮肉るなど絶妙な対応を見せたものの、その不利を覆すには至らなかった
温厚で誠実な人柄として知られ、王室との関係も良かったが、良くも悪くも貴族的であり、マスメディアでのイメージを重視せず、風貌も地味だったのでテレビ時代向けの政治家ではなかった。一方で、王室の家長たる女王とは古い友人であり、バルモラル城で狩猟や犬の話題に興じたという。

### 著書
- The way the wind blows : an autobiography, Collins, 1976.
- Letters to a grandson, Collins, 1983.
  - 『孫への手紙　二度の大戦からの外交的教訓』大野勝巳訳、時事通信社、1984年

## 栄典

### 爵位
1951年7月11日の父の死により以下の爵位を継承した。
- 第14代ヒューム伯爵 (14th Earl of Home)

(1605年3月4日の勅許状によるスコットランド貴族爵位)
- 第19代ヒューム卿 (19th Lord Home)

(1473年8月2日の勅許状によるスコットランド貴族爵位)
- 第14代ダグラス卿 (14th Lord Dunglass)

(1605年3月4日の勅許状によるスコットランド貴族爵位)
- ラナーク州におけるダグラスの第4代ダグラス男爵 （4th Baron Douglas, of Douglas in the County of Lanark

(1875年6月11日の勅許状による連合王国貴族爵位)
1963年10月23日に貴族法の規定に基づき、上記世襲貴族爵位をすべて一代限りで返上した。
1974年12月19日に以下の一代貴族爵位を与えられる。
- ベリック州におけるコルドストリームのヘイゼルのヒューム男爵 (Baron Home of the Hirsel, of Coldstream in the County of Berwick)

（勅許状による連合王国一代貴族爵位）

### 勲章
- 1962年、シッスル騎士団(勲章)ナイト（KT）[3]

### 名誉職その他
- 1944年、ベリックシャー（英語版）副統監（DL）[3]
- 1951年、枢密顧問官（PC）[3]
- 1960年、ラナークシャー（英語版）副知事（DL）[3]
- 1960年、名誉法学博士号（LLD）（オックスフォード大学名誉学位）[3]
- ベリックシャー治安判事（JP）[3]

## 家族
1936年10月にエリザベス・アリントンと結婚し、以下の4人の子女が誕生した。
- 第1子（長女）ラヴィニア・キャロライン・ダグラス＝ヒューム嬢（1937年10月 - ）
- 第2子（次女）メリエル・キャサリーン・ダグラス＝ヒューム嬢（1939年11月 - ）
- 第3子（三女）ダイアナ・ルーシー・ダグラス＝ヒューム嬢（1940年12月 - ）
- 第4子（長男）第15代ヒューム伯爵デビッド・アレクサンダー・コスパトリック・ダグラス＝ヒューム（英語版）（1943年11月 - 2022年8月）